# Петрищево (Рузский муниципальный округ)
Петри́щево — деревня в Рузском муниципальном округе Московской области.
Население — 18 чел. (2010 г.)

## География
Деревня расположена на юге Рузского района, на юго-восточных склонах Смоленско-Московской возвышенности, относящейся к Восточно-Европейской равнине, на высоте 186 метров над уровнем моря, в 0,3 км от правого берега реки Таруссы. На противоположном берегу реки расположены садовые участки. Рельеф местности мелкохолмистый.
По автомобильной дороге расстояние до МКАД составляет около 98 км, до районного центра города Рузы — 32 км. Ближайший населённый пункт — деревня Грибцово, расположенная в 2,5 км к северо-востоку от Петрищева.
Деревня находится в зоне умеренно континентального климата с относительно холодной зимой и умеренно тёплым, а иногда и жарким, летом. В окрестностях деревни распространены дерново-подзолистые слабоглеевые почвы с преобладанием лёгких и средних суглинков.

В деревне, как и на всей территории Московской области, действует московское время.
| 2002 | 2006 | 2010 |
| ---- | ---- | ---- |
| 28   | ↗33  | ↘18  |

## Петрищево в годы Великой Отечественной войны
- Петрищево — место казни Героя Советского Союза Зои Космодемьянской, уроженки села Осино-Гай Тамбовской губернии. Личность погибшей от рук немецких оккупантов Зои Космодемьянской восстановлена журналистом Петром Лидовым в январе 1942 года.
- Одновременно с Зоей Космодемьянской в соседнем совхозе Головково в 10 км от Петрищево немцами была повешена Вера Волошина — сибирячка, уроженка города Щегловска Кузнецкого уезда Томской губернии (ныне Кемерово), спортсменка. С неё скульптор Шадр лепил известную скульптуру «Девушка с веслом» для ЦПКиО им. Горького в Москве. Вера Волошина была старшей подругой Зои — и самой старшей в группе. Как комсорг располагала полным объёмом информации, которую пытались узнать у неё оккупанты. Личность погибшей Веры Волошиной восстановлена в 1957 году журналистом Георгием Фроловым. Звание Героя присвоено в 1994 году.
- Петрищево было освобождено от немецких оккупантов частями 108-й стрелковой дивизии 5-й армии РККА Западного фронта.

## Музейный комплекс
В 1956 году в специально построенном здании был открыт музей с богатой экспозицией, посвящённой жизни и подвигу Зои Космодемьянской, получивший в 1957 году статус Государственного музея.
В мае 2020 года состоялось официальное открытие нового музейного комплекса «Зоя», посвящённого подвигу советской разведчицы и тысячам других защитников Москвы. Для широкой публики из-за пандемии коронавируса событие проходило в режиме онлайн. На территории комплекса, занимающей 6 гектаров, помимо нового современного здания музея, в экспозициях которого применены все самые передовые мультимедийные технологии, расположены: дом Василия и Прасковьи Кулик, где Зоя провела свою последнюю ночь перед казнью; мемориал, установленный на месте её гибели; место первого захоронения героини; в старом здании музея — «Школа юного разведчика».